# Adenocalymma purpurascens
Adenocalymma purpurascens là một loài thực vật có hoa trong họ Chùm ớt. Loài này được Rusby mô tả khoa học đầu tiên năm 1920.